# Georg Brückner

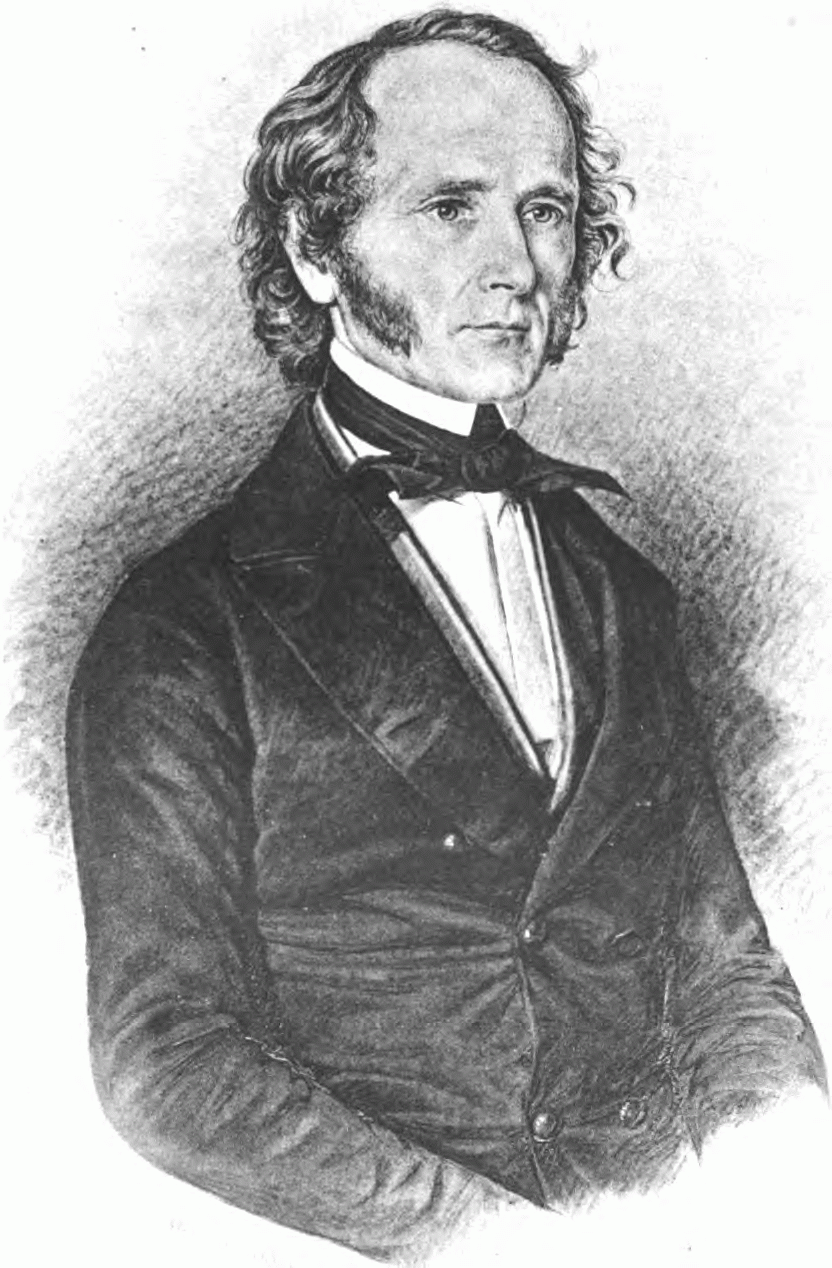
J. Georg M. Brückner

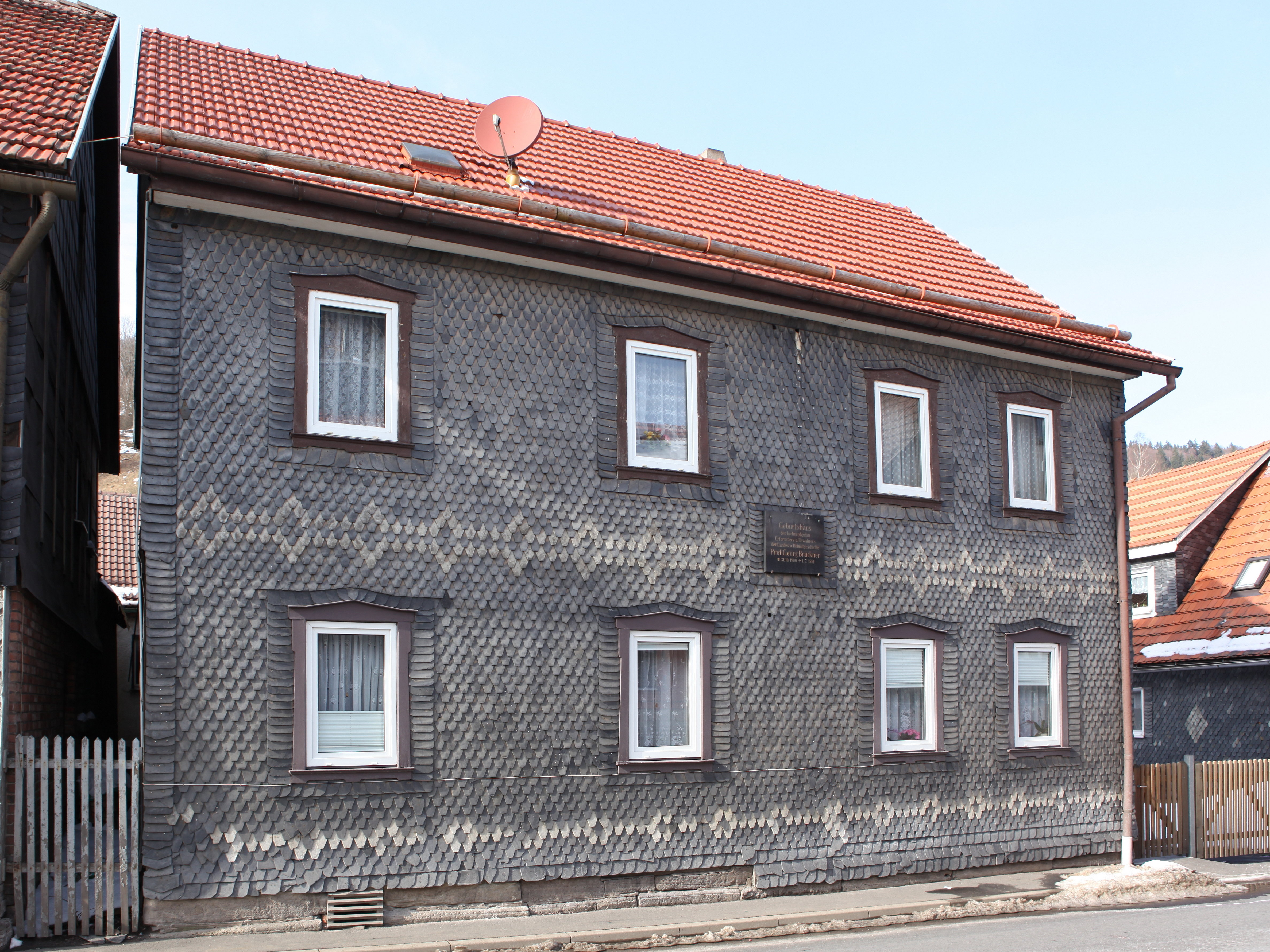
Geburtshaus in Oberneubrunn

Johann Georg Martin Brückner (* 31. Oktober 1800 in Oberneubrunn; † 1. Juli 1881 in Meiningen) war ein deutscher Geograph und Historiker der Grafschaft Henneberg.
Aus einfachen Verhältnissen stammend, brachte er es bis zum Geheimen Hofrat und Professor am Realgymnasium in Meiningen.

## Werk
Bleibende Bedeutung erlangte Brückner durch die Vollendung der Herausgabe des mehrbändigen Hennebergisches Urkundenbuches:
- 3. Theil: Die Urkunden des gemeinschaftlichen Hennebergischen Archivs zu Meiningen von 1356 bis 1385, hrsg. von Georg Brückner, 1857
- 4. Theil: Die Urkunden des gemeinschaftlichen Hennebergischen Archivs zu Meiningen von 1385 bis 1412, hrsg. von Georg Brückner, 1861
- 5. Theil: I. Supplementband, hrsg. von Georg Brückner, 1861
- 6. Theil, hrsg. von Georg Brückner, 1873
- 7. Theil, hrsg. von Georg Brückner, 1877

- Landeskunde des Herzogthums Meiningen Erster Theil (Die allgemeinen Verhältnisse des Landes). Brückner und Renner, Meiningen 1851 (Digitalisat [abgerufen am 25. April 2016]). Reprint 1851/2018, Verlag Rockstuhl, Bad Langensalza, ISBN 978-3-86777-735-3.
- Landeskunde des Herzogthums Meiningen Zweiter Theil (Die Topographie des Landes). Brückner und Renner, Meiningen 1853 (Digitalisat [abgerufen am 25. April 2016]). Reprint 1853/2014, Verlag Rockstuhl, Bad Langensalza, ISBN 978-3-86777-736-0.
- Landes- und Volkskunde des Fürstentums Reuß j. L. Köhler, Gera 1870. Reprint 1870/2011, Verlag Rockstuhl, Bad Langensalza, ISBN 978-3-86777-150-4.

1993 wurde eine handschriftliche Sagensammlung Brückners veröffentlicht.